# Alexandre Baptista
José Alexandre da Silva Baptista (Barreiro, 17 febbraio 1942 – Lisbona, 3 marzo 2024) è stato un calciatore portoghese, di ruolo difensore.

## Carriera
Con la Nazionale portoghese prese parte ai Mondiali del 1966.

## Palmarès

### Club

#### Competizioni nazionali
- Campionato portoghese: 3

Sporting Lisbona: 1961-1962, 1965-1966, 1969-1970
- Coppa del Portogallo: 2

Sporting Lisbona: 1962-1963, 1970-1971

#### Competizioni internazionali
- Coppa delle Coppe: 1

Sporting Lisbona: 1963-1964